# Teodorówka (województwo podkarpackie)
Teodorówka – wieś w Polsce w województwie podkarpackim, w powiecie krośnieńskim, w gminie Dukla. Leży przy bocznej drodze z Dukli do Nowego Żmigrodu i Gorlic.
W latach 1975–1998 miejscowość położona była w województwie krośnieńskim.

## Części wsi
| SIMC    | Nazwa   | Rodzaj     |
| ------- | ------- | ---------- |
| 0350450 | Franków | przysiółek |
| 0350438 | Gołąbki | część wsi  |
| 0350467 | Łazy    | przysiółek |
| 0350444 | Z Końca | część wsi  |

## Historia
Po raz pierwszy wieś wymieniana jest w dokumencie wydanym w dniu 17 sierpnia 1366 roku przez Kazimierza Wielkiego. Wystawiony we Włodzimierzu dokument zatwierdzał podział majątku kanclerza Janusza (Suchywilka) i darowanie części majątku swym bratankom. Dobrami Kanclerza podzielili się Janusz, Piotr i Mikołaj - synowie Jakuba Cztana z Kobylan.
Prawdopodobnie pierwotnie zwała się Przedmieście Wyżne. Pod tą nazwą przeszła pod koniec XVI w. w ręce Bolikowskiego i dzierżawił ją Jakub Warszycki a potem władał nią Jan Męciński i tak przeszła na własność rodziny Męcińskich, do których należała wówczas Dukla. Obecna nazwa miejscowości pochodzi od imienia córki Jana Męcińskiego - Teodory.
W 1944 r., w czasie operacji dukielsko-preszowskiej, Teodorówka znalazła się na odcinku najkrwawszych zmagań wojennych. W dniu 23 września 1944 r. Armia Radziecka nacierając, wkroczyła do Teodorówki.

## Turystyka
We wsi, na zboczach Wzgórza Franków (534 m n.p.m.), działa chatka studencka prowadzona przez SKPB Warszawa. Z domu rozciąga się malowniczy widok na Cergową (716 m n.p.m.). Latem chatka jest otwarta dla turystów w lipcu i sierpniu, w pozostałych terminach po uzgodnieniu. Zimą w pobliżu domu można korzystać w wyciągów narciarskich na stokach Chyrowej.
Do Teodorówki można dotrzeć szlakiem chatkowym (5,5 km), który zaczyna się na Hyczkach na szlaku żółtym wiodącym grzbietem Chyrowej.
Przez wieś przebiega też czerwony szlak rowerowy długości 37 km rozpoczynający i kończący się w Dukli:

 Dukla – Iwla – Chyrowa – Mszana – Trzciana – Lipowica – Dukla